# Dalaseno
Dalaseno en griego: Δαλασσηνός, con su forma femenina Dalasene o Dalasena en griego Δαλασσηνή), fue una familia aristocrática bizantina prominente en el siglo XI.

## Orígenes y ascenso a la preeminencia

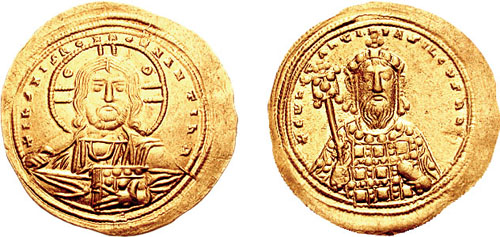
Constantino emperador de Roma

El nombre de la familia deriva de su hogar ancestral, la ciudad de Dalasa, moderna Talas en el este de Turquía. El origen étnico de la familia es desconocido; Nicholas Adontz los identificó como  armenios, pero sus nombres no son armenios, y la mayoría de los estudiosos dudan en aceptar la sugerencia de Adontz.
El primer miembro destacado de la familia fue el  magistros Damián Dalaseno, que ocupó el importante puesto de dux de Antioquía en 995/996-998. Sus hijos también alcanzaron altos cargos: dos de ellos, Constantino Dalaseno y Teofilacto Dalaseno, también ocuparon el puesto de dux de Antioquía, mientras que Romano Dalaseno fue catapán de Iberia. Oriente, y Antioquía en particular, parecen haber sido el coto y la base principal de poder de la familia durante las primeras décadas del siglo XI.
Constantino en particular era uno de los favoritos del emperador Constantino VIII (r. 1025-1028), quien al parecer consideró nombrarlo su heredero poco antes de su muerte. Bajo Romano III Argiro (r. 1028-1034) la familia permaneció leal, al menos en apariencia. Sin embargo, algunas fuentes acusan a Constantino de haber desempeñado un papel en el fracaso de la campaña de Romano contra Alepo en 1030. Constantino surgió entonces como líder de la oposición aristocrática durante los reinados de  Miguel IV el Paflagoniano (r. 1034-1041) y Miguel V (r. 1041-1042). Esto condujo a medidas represivas y al encarcelamiento y exilio de la mayor parte de la familia por el ministro de Miguel IV, Juan el Orfanotrófico. Después del derrocamiento de Miguel V en 1042, Constantino fue considerado de nuevo como un potencial emperador por la emperatriz Zoe (r. 1028-1050); la emperatriz, sin embargo, vio a Constantino como un hombre de principios austeros y finalmente eligió a  Constantino IX Monomachos (r. 1042-1055).
En los años 1060 y 1070, los miembros de la familia, cuya relación con los magistros Damián y sus hijos no está clara, sirvieron principalmente como generales superiores en los Balcanes, como el dux de Skopie Damian en 1073 o el doux de Tesalónica Teodoro en torno a 1062. Sin embargo, la familia se hizo más notable por el matrimonio de la ambiciosa y capaz Ana Dalasena, bisnieta, por parte de su madre, de los magistros Damián, con Juan Comneno, el hermano menor del general y emperador Isaac I Comneno (r. 1057-1059). Anna avanzó decididamente en la carrera de sus hijos, hasta que su hijo Alejo I Comneno ascendió al trono en 1081. Durante las frecuentes ausencias de Alejo de Constantinopla en campaña, funcionó como regente de facto del Imperio bizantino.

## Miembros posteriores
El almirante Constantino Dalaseno desempeñó un papel importante en los comienzos del reinado de Alejo I Comneno, pero la mayoría de los miembros de la familia que se conocen a partir de entonces son funcionarios civiles. El más prominente de los Dalaseno del siglo XII fue Juan Dalaseno Rogerio, quien fue nombrado César alrededor de 1138 y dirigió una conspiración infructuosa contra Manuel I Comneno (r. 1143-1180).
El nombre Dalaseno permaneció prominente hasta el final del siglo XII, pero declinó después, y en el Imperio posterior el nombre aparece solo raramente y más adelante, entre los niveles más bajos de la sociedad.